# Hemiacetaal

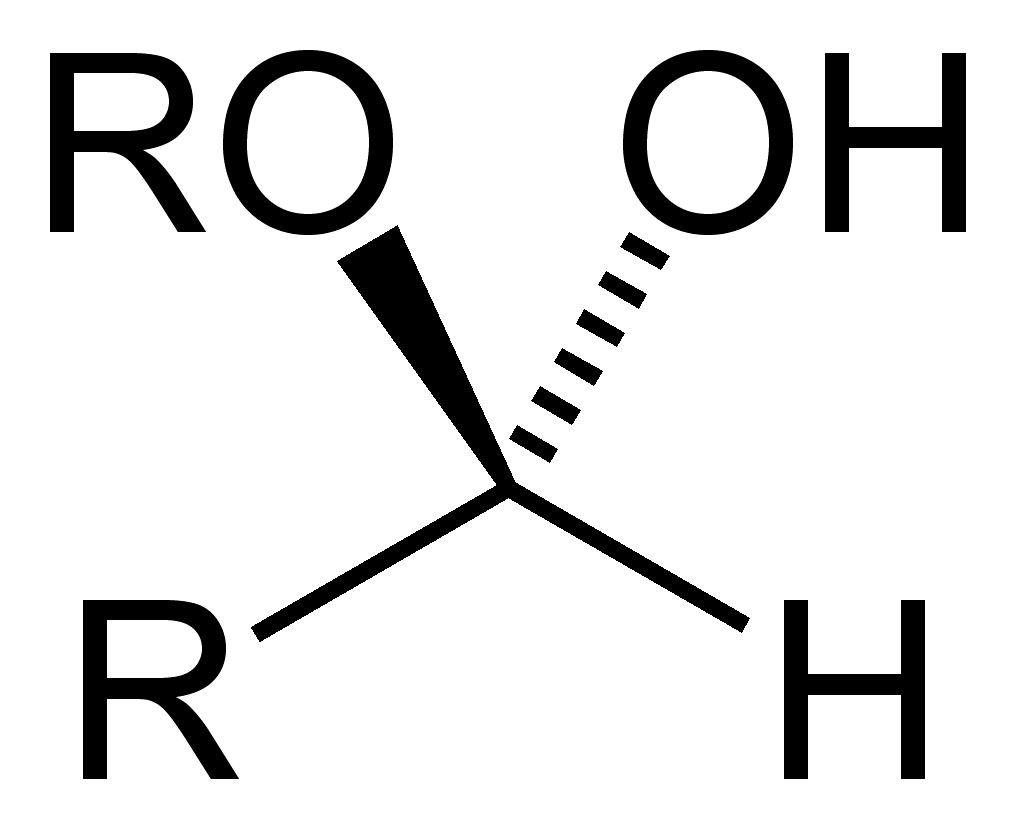
Structuurformule van een hemiacetaal

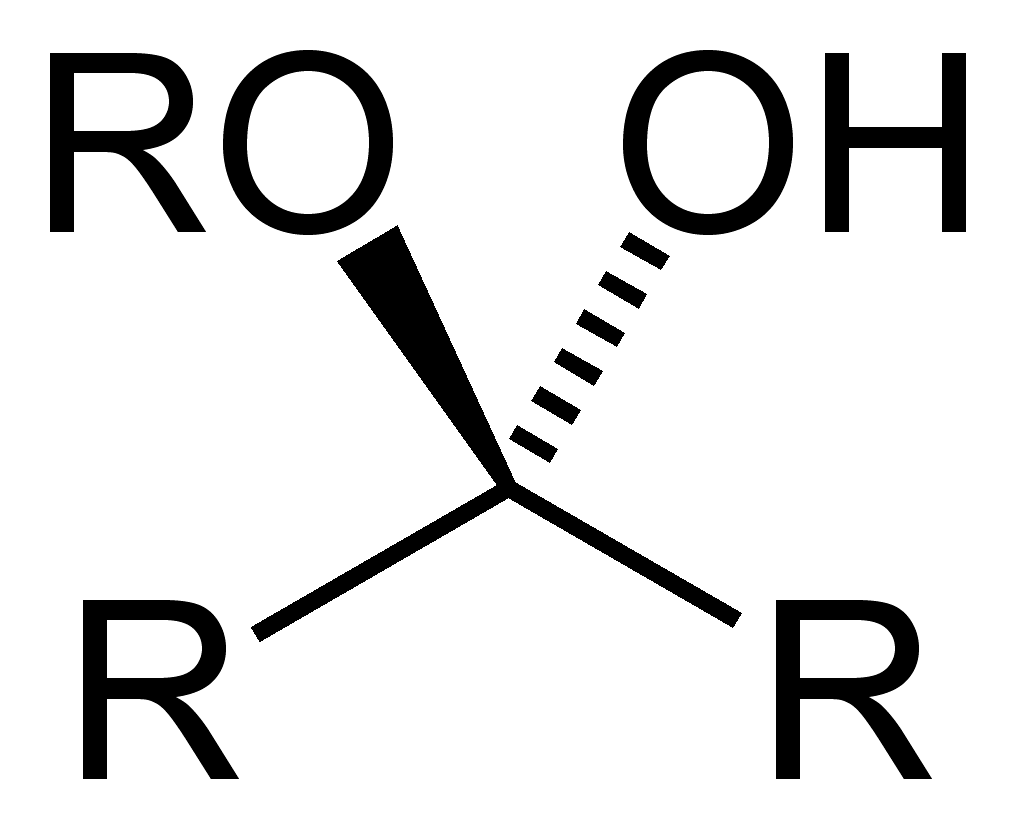
Hemiketaal

Hemiacetalen en hemiketalen zijn stoffen afkomstig van respectievelijk aldehyden en ketonen. Het Griekse woord hèmi betekent half. Deze stoffen worden gesynthetiseerd door additie van een alcohol aan een carbonylgroep.
Wanneer de alcoholgroep is vervangen door een tweede alkoxygroep wordt een acetaal of een ketaal gevormd.

## Formule en synthese

Boven: 1-ethoxybutaan-1-ol, een hemiacetaal. Onder: 1,1-diethoxybutaan, een acetaal

De algemene formule van een hemiacetaal is R1R2C(OH)OR, waarbij R1 of R2 vaak een waterstof is en R (gebonden aan O) geen waterstof (H).

Terwijl in de IUPAC definitie van een hemiacetaal R1 of R2 wel of niet een waterstof kan zijn, is in een hemiketaal geen van de R-groepen een H. Hemiketalen worden beschouwd als hemiacetalen die geen H R-groepen hebben, dus een onderklasse van de  hemiacetalen.
|                          |
| Vorming van hemiacetalen |
|                          |
|                          |
| Vorming van hemiketalen  |

### Cyclische hemiacetalen en hemiketalen
| |  |
| Links een lactol van ribose, een cyclische hemiacetaal. Rechts een lactol van fructose, een cyclische hemiketaal. |  |

D-Glucose in waterige oplossing: vorming van een cyclisch hemiacetaal.

Hemiacetalen en hemiketalen zijn in het algemeen onstabiele stoffen. In sommige gevallen echter kunnen stabiele cyclische hemiacetalen en hemiketalen, de lactolen, snel gevormd worden, speciaal wanneer 5- en 6-ringen mogelijk zijn. In dit geval reageert een intramoleculaire OH-groep met een carbonyl groep. Glucose en vele andere aldosen komen voor als cyclische hemiacetalen, terwijl fructose en vergelijkbare ketosen voorkomen als cyclische hemiketalen.

## Synthese
Met organische synthese kunnen hemiacetalen op verschillende manieren bereid worden:
- Nucleofiele additie van een alcohol aan een carbonylgroep of een aldehyde
- Nucleofiele additie van een alcohol aan een door resonantie gestabiliseerd hemiacetaal kation
- Gedeeltelijk hydrolyse van een acetaal

## Reacties
Hemiacetalen en hemiketalen kunnen beschouwd worden als een tussenproduct bij de reactie tussen alcoholen en aldehyden of ketonen, waarbij een acetaal of een ketaal gevormd wordt:
-C=O + 2 ROH ⇌ -C(OH)(OR) + ROH ⇌ -C(OR)2 + H2O
Een hemiacetaal kan onder zure omstandigheden reageren met een alcohol, waarbij een acetaal gevormd wordt en kan voor het vormen van een aldehyde en een alcohol dissociëren.
- hemiacetaal + alcohol (overmaat) + zuur (katalysator) ↔ acetaal + water

Een aldehyde opgelost in water is daar in evenwicht met lage concentraties van zijn hydraat, R-CH(OH)2. In overmaat alcohol komen de aldehyde, zijn hemiacetaal en zijn acetaal tegelijk in de oplossing voor. 
Een hemiacetaal is het resultaat van additie van de alcohol-hydroxylgroep aan het koolstofatoom van de C=O binding. Acetalen zijn producten van substitutiereacties, die gekatalyseerd worden door een zuur. De aanwezigheid van een zuur verbetert de afsplitsing van de  hydroxylgroep en maakt het mogelijk dat deze groep gesubstitueerd (vervangen) wordt door een alkoxygroep (-OR). De omzetting van een hemiacetaal naar een acetaal is een SN1 reactie.
Ketonen vormen hemiketalen en ketalen. Deze worden niet zo snel gevormd als hemiacetalen en acetalen. Voor het verhogen van de opbrengst aan ketalen of acetalen is het noodzakelijk tijdens de reactie het gevormde water te verwijderen.